# Jean Saulnier
Pour les articles homonymes, voir Saulnier.
Jean Saulnier, né le 15 novembre 1930 à Parcé-sur-Sarthe (Sarthe) et mort le 25 février 2013, est un général français, chef d'état-major des armées de 1985 à 1987, issu de l'armée de l'air dont il est un pilote de chasse à partir de 1952.

## Biographie
Accepté à l’École de l’air en 1949, il intègre la base école de Marrakech en 1951, puis celle de Meknès en 1952, au Maroc. Breveté pilote de chasse, il est incorporé aux groupes de chasse 2/9 et 2/21 sur la base aérienne de Cambrai de 1952 à 1953. Il passe ensuite à l’escadron de chasse 1/3 « Champagne » à Lahr en Allemagne, qu'il commande à partir de 1959. Il devient commandant en second puis commandant de la 2e escadre de chasse à Dijon, jusqu’en septembre 1966. Devenu colonel, il occupe par la suite différents postes dans des états-majors ainsi que le commandement de la base aérienne de Luxeuil, de 1971 à 1973. Ayant accédé au grade de général de brigade aérienne, il dirige l’École de l’air à Salon-de-Provence de 1976 à 1979, puis est nommé à la tête des forces aériennes stratégiques de 1979 à 1981, sur la base de Taverny. Il a pour responsabilité le vecteur aérien de la dissuasion nucléaire française, alors assuré par les escadrons de Mirage IV.
En mai 1981, Saulnier devient, avec le grade de général de corps aérien, le 1er chef d’état-major particulier du président de la République François Mitterrand, après son élection (sur les conseils du frère de ce dernier, général d'armée aérienne). Dans cette fonction, il participe au financement de l'opération qui deviendra l'affaire du Rainbow Warrior. Enfin, le 1er août 1985, il est promu chef d'état-major des armées, poste qu'il occupe jusqu’au 15 novembre 1987. À ce titre, il doit faire face à la 1re cohabitation, entre le gouvernement de Jacques Chirac (RPR) et François Mitterrand (PS), au cours de laquelle il reste loyal au chef de l'État, affirmant la prérogative présidentielle sur la décision d'engager les forces armées dans cette situation. Par ailleurs, il supervise le déploiement et les objectifs de l'opération Épervier au Tchad lors du conflit avec la Libye en 1987. İl était conseiller-maître à la Cour des Comptes jusqu’en 1995.